# Basharat Mirbabayeva
 (novembre 2023).
La mise en forme du texte ne suit pas les recommandations de Wikipédia : il faut le « wikifier ».
Les points d'amélioration suivants sont les cas les plus fréquents :
- Les titres sont pré-formatés par le logiciel. Ils ne sont ni en capitales, ni en gras.
- Le texte ne doit pas être écrit en capitales (les noms de famille non plus), ni en gras, ni en italique, ni en « petit »…
- Le gras n'est utilisé que pour surligner le titre de l'article dans l'introduction, une seule fois.
- L'italique est rarement utilisé : mots en langue étrangère, titres d'œuvres, noms de bateaux, etc.
- Les citations ne sont pas en italique mais en corps de texte normal. Elles sont entourées par des guillemets français : « et ».
- Les listes à puces sont à éviter, des paragraphes rédigés étant largement préférés. Les tableaux sont à réserver à la présentation de données structurées (résultats, etc.).
- Les appels de note de bas de page (petits chiffres en exposant, introduits par l'outil «  Source ») sont à placer entre la fin de phrase et le point final[comme ça].
- Les liens internes (vers d'autres articles de Wikipédia) sont à choisir avec parcimonie. Créez des liens vers des articles approfondissant le sujet. Les termes génériques sans rapport avec le sujet sont à éviter, ainsi que les répétitions de liens vers un même terme.
- Les liens externes sont à placer uniquement dans une section « Liens externes », à la fin de l'article. Ces liens sont à choisir avec parcimonie suivant les règles définies. Si un lien sert de source à l'article, son insertion dans le texte est à faire par les notes de bas de page.
- La présentation des références doit suivre les conventions bibliographiques. Il est recommandé d'utiliser les modèles {{Ouvrage}}, {{Chapitre}}, {{Article}}, {{Lien web}} et/ou {{Bibliographie}}. Le mode d'édition visuel peut mettre en forme automatiquement les références.
- Insérer une infobox (cadre d'informations à droite) n'est pas obligatoire pour parachever la mise en page.

Pour une aide détaillée, merci de consulter Aide:Wikification.
Si vous pensez que ces points ont été résolus, vous pouvez retirer ce bandeau et améliorer la mise en forme d'un autre article.
Basharat Mirbabayeva (en russe : Башарат Тулягановна Мирбабаева, en ouzbek : Bashorat To‘laganovna Mirboboyeva ; 5 décembre 1916 - 20 mars 2010) était un opérateur de locomotive dans la RSS d'Ouzbékistan. En plus d'être la première femme de la RSS d'Ouzbékistan à conduire un train, elle a également été la première femme ouzbèke à sauter en parachute depuis un avion.

## Biographie
Née à Almaty le 5 décembre 1916. On sait peu de choses sur ses débuts ou même sur la période où elle a déménagé en RSS d'Ouzbékistan avant de devenir célèbre. Au milieu des années 1930, elle fréquenta l'aéroclub local tout en travaillant comme opératrice radio pour le chemin de fer de Tachkent. A l'aéroclub, son instructeur était Abdusamat Taymetov, le premier pilote ouzbek. En août 1935, elle devint la première femme ouzbèke à sauter en parachute depuis un avion,,.

## Carrière ferroviaire
En 1937, elle obtient son diplôme d'assistante conductrice de locomotive à vapeur. Avant d'étudier pour devenir conductrice de locomotive principale, Lazar Kaganovich a exhorté les femmes à se former à la conduite de locomotives à vapeur. Elle s'est donc formée aux côtés de 26 autres cheminots d'Asie centrale qui ont suivi une formation pour devenir conductrice de chemin de fer,. En 1939, elle conduisit pour la première fois une locomotive à vapeur en tant que conducteur principal. Peu de temps après, elle créa une brigade de locomotives féminines pour soutenir l'effort de guerre pendant la Seconde Guerre mondiale. Pendant la guerre, elle a transporté des fournitures de la RSS d'Ouzbékistan vers les lignes de front. Une fois, le 21 décembre 1941, elle conduisit une locomotive à vapeur transportant une délégation pour rendre visite aux soldats ouzbeks sur les lignes de front, parmi lesquels se trouvait le président de la RSS d'Ouzbékistan Yuldash Akhunbabaev. Le 11 avril 1943, elle représenta les femmes ouzbèkes lors d'un rassemblement de mères et d'épouses de soldats combattants. Un jour seulement avant la fin de la guerre, son mari fut tué.
Après la guerre, elle continue à travailler comme conductrice de chemin de fer et se tourne vers la conduite d'une locomotive diesel. En 1951, une photo d'elle prise au dépôt ferroviaire de Tachkent est devenue la couverture d'un numéro du magazine populaire Ogonyok.

## Retraite
Initialement, après avoir pris sa retraite de la conduite de locomotives, elle s'est engagée dans l'éducation patriotique auprès des jeunes. Après la chute de l'Union soviétique, elle est tombée dans l'oubli et n'a été célébrée en Ouzbékistan qu'après l'ère Karimov. Elle est décédée à Tachkent en mars 2010,,.